# Lijst van voetbalinterlands Bosnië en Herzegovina - Kazachstan (vrouwen)
Deze lijst van voetbalinterlands is een overzicht van alle officiële voetbalinterlands tussen de nationale vrouwenteams van Bosnië en Herzegovina en Kazachstan. De landen hebben tot nu toe twee keer tegen elkaar gespeeld.

## Wedstrijden
| № | Plaats | Datum           | Competitie           | Wedstrijd                          | Uitslag |
| - | ------ | --------------- | -------------------- | ---------------------------------- | ------- |
| 1 | Astana | 21 oktober 2017 | WK 2019 kwalificatie | Kazachstan − Bosnië en Herzegovina | 0 − 2   |
| 2 | Zenica | 12 juni 2018    | WK 2019 kwalificatie | Bosnië en Herzegovina − Kazachstan | 0 − 2   |

## Samenvatting
| Competitie      | Totaal gespeeld | Winst Bosnië en Herzegovina | Gelijk | Winst Kazachstan | Doelsaldo Bosnië en Herzegovina – Kazachstan |
| --------------- | --------------- | --------------------------- | ------ | ---------------- | -------------------------------------------- |
| WK-kwalificatie | 2               | 1                           | 0      | 1                | 2 − 2                                        |
| Totaal          | 2               | 1                           | 0      | 1                | 2 − 2                                        |